# Discografia lui Manole Stroici
Discografia cântărețului Manole Stroici cuprinde câteva apariții (discuri de ebonită, CD-uri etc) ce prezintă înregistrări realizate în anii 1930 - 1934 în România (la București) și în străinătate (la Berlin).
Discurile cântărețului au fost înregistrate la casele de discuri Odeon, Homocorod și Electrecord.

## Discuri Odeon
| An   | Număr de catalog | Format                 | Piese                                               | Acompaniament        |
| ---- | ---------------- | ---------------------- | --------------------------------------------------- | -------------------- |
| 1930 | A 199 544        | ebonită, single, 25 cm | Ca 2 inimi într-un vals; Și tu ai să m-înșeli odată | orchestra Dajos Béla |
| 1930 | A 199 545        | ebonită, single, 25 cm | Și să mă adoarmă lin uitarea; O Dona Clara          | orchestra Dajos Béla |
| 1930 | A 199 546        | ebonită, single, 25 cm | Cântecul păgânului; Vino în Havai                   | orchestra Dajos Béla |
| 1930 | A 199 548        | ebonită, single, 25 cm | Madona Bruna; Majanah                               | orchestra Dajos Béla |
| 1930 | A 199 556        | ebonită, single, 25 cm | Valsul Iubirei; De ce?                              | orchestra Dajos Béla |
| 1930 | A 199 564        | ebonită, single, 25 cm | Parada dragostei; Din când în când                  | orchestra Dajos Béla |

## Discuri Homocord
| An   | Număr de catalog | Format                 | Piese                                                   | Acompaniament                  |
| ---- | ---------------- | ---------------------- | ------------------------------------------------------- | ------------------------------ |
| 1931 | H-R 11151        | ebonită, single, 25 cm | Minciuna; Cingolo                                       | orchestra Fred Bird Rhytmicans |
| 1931 | H-R 11152        | ebonită, single, 25 cm | Ași vrea ca să găsesc o fată...; Ajunge!                | orchestra Fred Bird Rhytmicans |
| 1931 | H-R 11153        | ebonită, single, 25 cm | Evocare...; Adio!                                       | orchestra Fred Bird Rhytmicans |
| 1931 | H-R 11154        | ebonită, single, 25 cm | Dar ești la fel...; Ce fericit ași fii...               | orchestra Fred Bird Rhytmicans |
| 1931 | H-R 11155        | ebonită, single, 25 cm | Îți mai aduci aminte Doamnă!; Fii ertatoare             | orchestra Fred Bird Rhytmicans |
| 1931 | H-R 11156        | ebonită, single, 25 cm | Ași vrea ca să găsesc o fată...; Neliniște              | orchestra Fred Bird Rhytmicans |
| 1931 | H-R 11158        | ebonită, single, 25 cm | Nu glumi domnișoară!; De închiriat!                     | orchestra Fred Bird Rhytmicans |
| 1931 | H-R 11159        | ebonită, single, 25 cm | Și pe tine or să te doară...; Sarutarea ce mi-ai dat... | orchestra Fred Bird Rhytmicans |

## Discuri Electrecord
În 1932, Manole Stroici a inaugurat prima serie a discurilor Electrecord cu 18 single-uri având versurile scrise de Nicolae Kirițescu.
| An   | Număr de catalog | Format                 | Piese                                                         | Acompaniament                      |
| ---- | ---------------- | ---------------------- | ------------------------------------------------------------- | ---------------------------------- |
| 1932 | 16000            | ebonită, single, 25 cm | Zile'ntregi... Nopți întregi; Nimeni                          | orchestra Oscar Joost              |
| 1932 | 16001            | ebonită, single, 25 cm | Napolitana; Vreau! vreau!                                     | orchestra Oscar Joost              |
| 1932 | 16002            | ebonită, single, 25 cm | O fetiță; Ce știu eu, tu nu știi                              | orchestra Oscar Joost              |
| 1932 | 16003            | ebonită, single, 25 cm | Dac'ai ști... Gura ta...; De două zile mi-a fugit             | orchestra Oscar Joost              |
| 1932 | 16004            | ebonită, single, 25 cm | Atât îmi este de dragă; Mai stai, mai stai                    | orchestra Oscar Joost              |
| 1932 | 16005            | ebonită, single, 25 cm | O, Mona...; Uită că te-am iubit                               | orchestra Oscar Joost              |
| 1932 | 16006            | ebonită, single, 25 cm | Carmen; Nu vei putea                                          | orchestra Oscar Joost              |
| 1932 | 16007            | ebonită, single, 25 cm | Lia; Dă-mi ce ai mai dulce!                                   | orchestra Oscar Joost              |
| 1932 | 16008            | ebonită, single, 25 cm | Mi-a murit norocul...; Nu poți să știi                        | orchestra Oscar Joost              |
| 1932 | 16009            | ebonită, single, 25 cm | Țigane, mi-ai ghicit durerea; Rămâi cu bine                   | orchestra Oscar Joost              |
| 1932 | 16010            | ebonită, single, 25 cm | Nu e de ajuns; Simt că și tu mă iubești                       | orchestra Oscar Joost              |
| 1932 | 16011            | ebonită, single, 25 cm | Îmi e tot una; Noaptea asta e a mea                           | orchestra Oscar Joost              |
| 1932 | 16012            | ebonită, single, 25 cm | Aș vrea să te simt aproape; îmi apropii suferința mea de tine | orchestra Oscar Joost              |
| 1932 | 16013            | ebonită, single, 25 cm | Mai dă-mi o dată; Vei fi a mea                                | orchestra Oscar Joost              |
| 1932 | 16014            | ebonită, single, 25 cm | Trec pe drumul pe care ai trecut; Nu jura ușor...             | orchestra Oscar Joost              |
| 1932 | 16015            | ebonită, single, 25 cm | În zadar ridici privirea; Te duci                             | orchestra Oscar Joost              |
| 1932 | 16016            | ebonită, single, 25 cm | O fată și un cântec; Accept trandafirii                       | orchestra Oscar Joost              |
| 1932 | 16017            | ebonită, single, 25 cm | Eu și cu tine; Poema                                          | orchestra Oscar Joost              |
| 1932 | 16018            | ebonită, single, 25 cm | A fost odată un muzicant; Vezi, de acea am rămas              | orchestra Oscar Joost              |
| 1934 | 540              | ebonită, single, 25 cm | O dulce amintire; Vin țigane lângă mine                       | orchestra de tangouri Mischonzniky |